# Strumigenys solifontis
Strumigenys solifontis (лат.) — вид мелких муравьёв из трибы Attini (ранее в Dacetini, подсемейство Myrmicinae). Тайвань, Южная Корея и Япония. Длина желтовато-коричневого тела около 3 мм. Отличается следующими признаками: жвалы вытянутые, линейные с апикальной вилкой зубцов; голова с глубокой затылочной выемкой; апискробальные щетинки короткие, нежгутовидные; плечевые волоски переднеспинки длинные. Тело узкое и относительно тонкое. Усики 6-члениковые. Хищный вид, охотящийся на мелкие виды почвенных членистоногих. Стебелёк между грудкой и брюшком состоит из двух члеников: петиолюса и постпетиолюса (последний четко отделен от брюшка), жало развито, куколки голые (без кокона). Специализированные охотники на коллембол. Вид был впервые описан в 1949 году по материалам из Японии. Включён в состав видовой группы Strumigenys godeffroyi (Dacetini)